# Taller mecánico

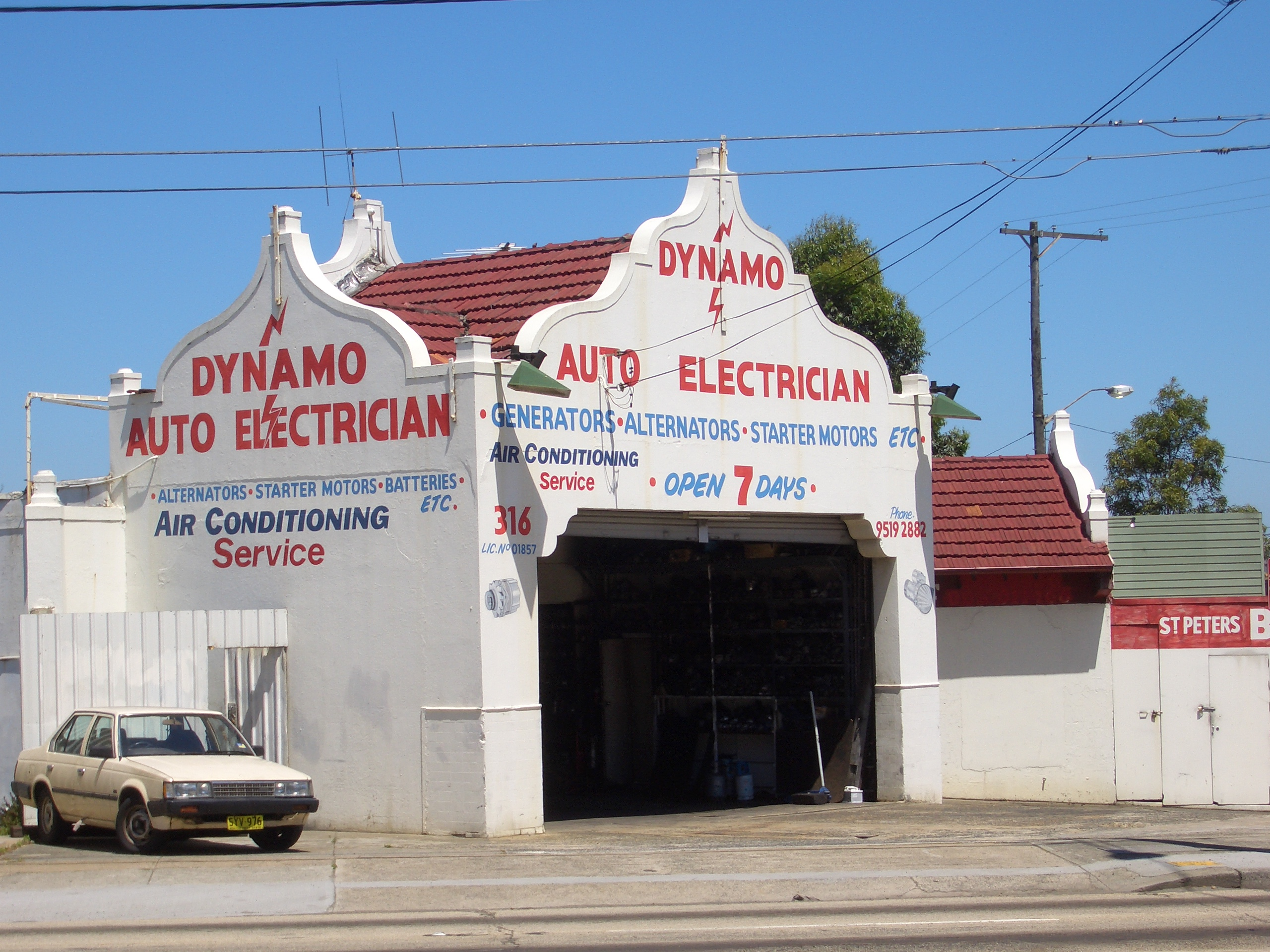
Pequeño taller mecánico en Nueva Gales del Sur, Australia.

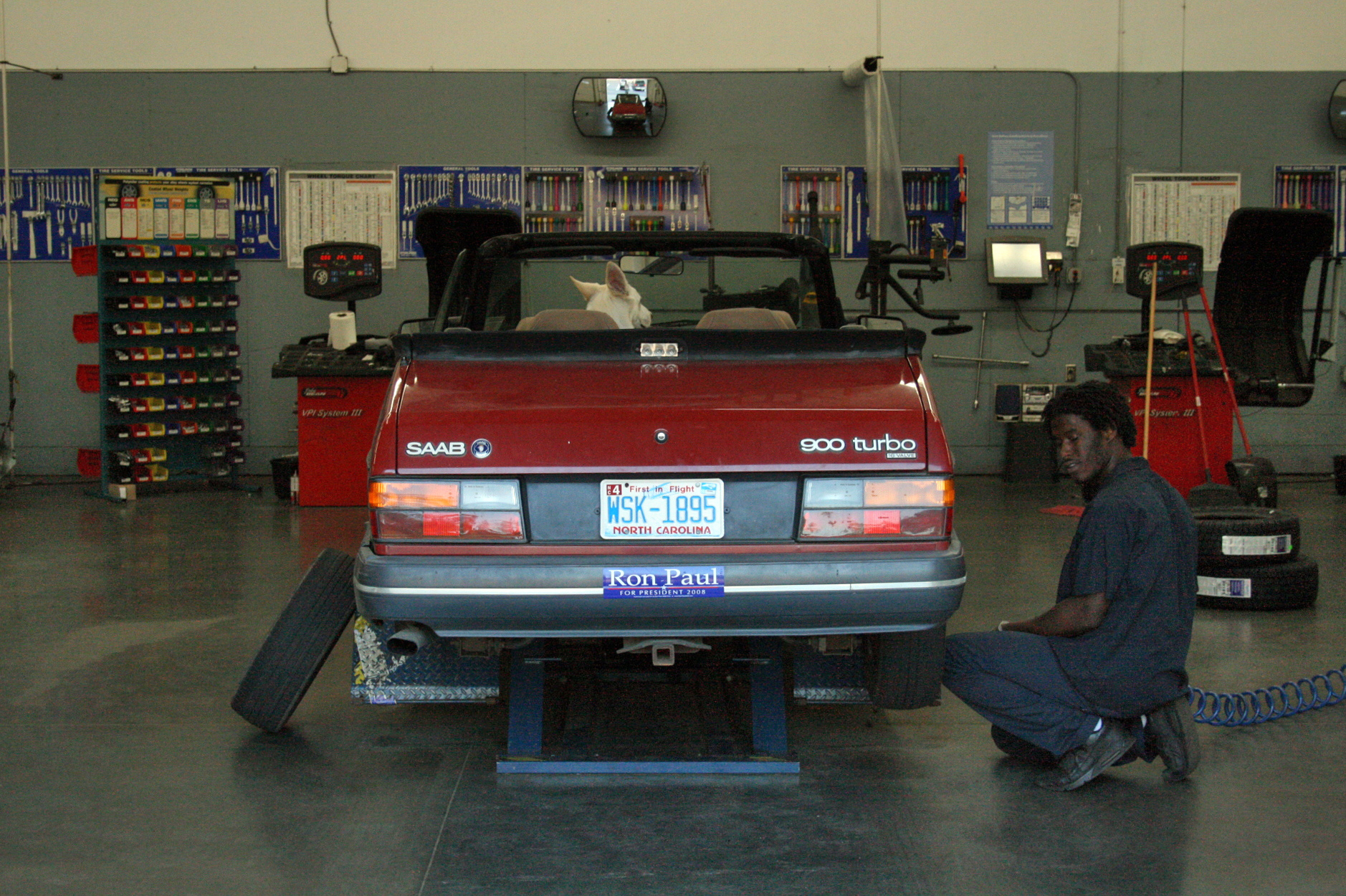
Interior de un taller mecánico.

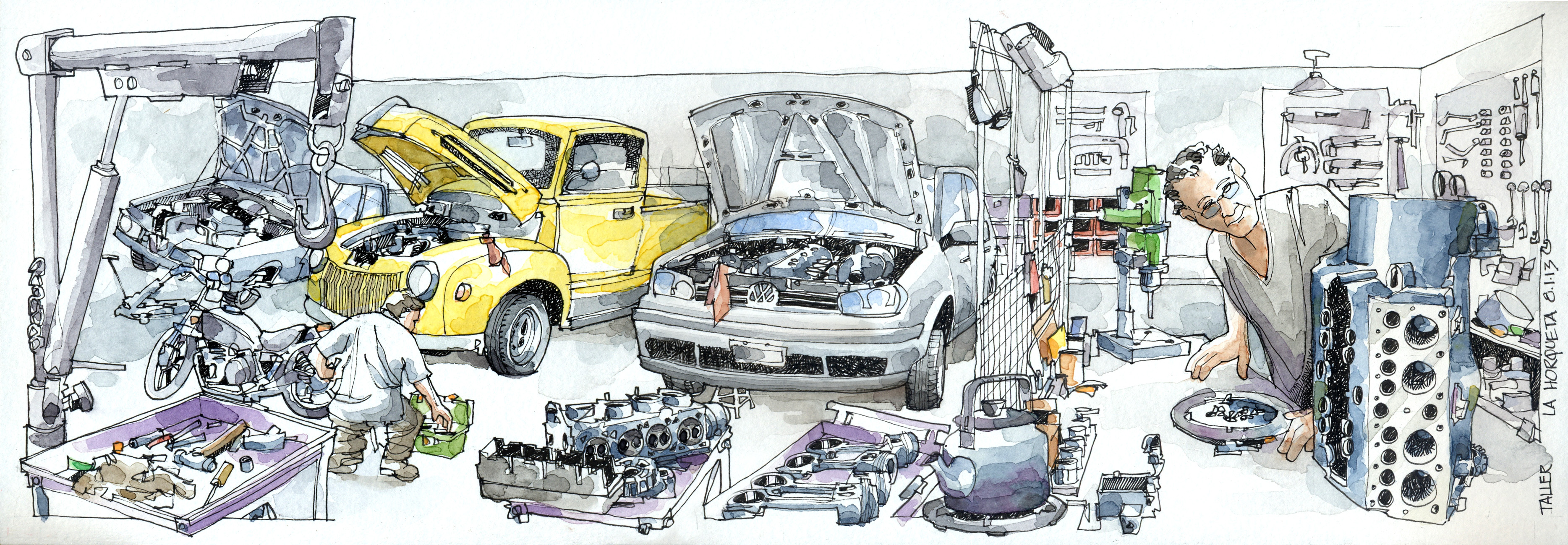
Ilustración de un taller mecánico.

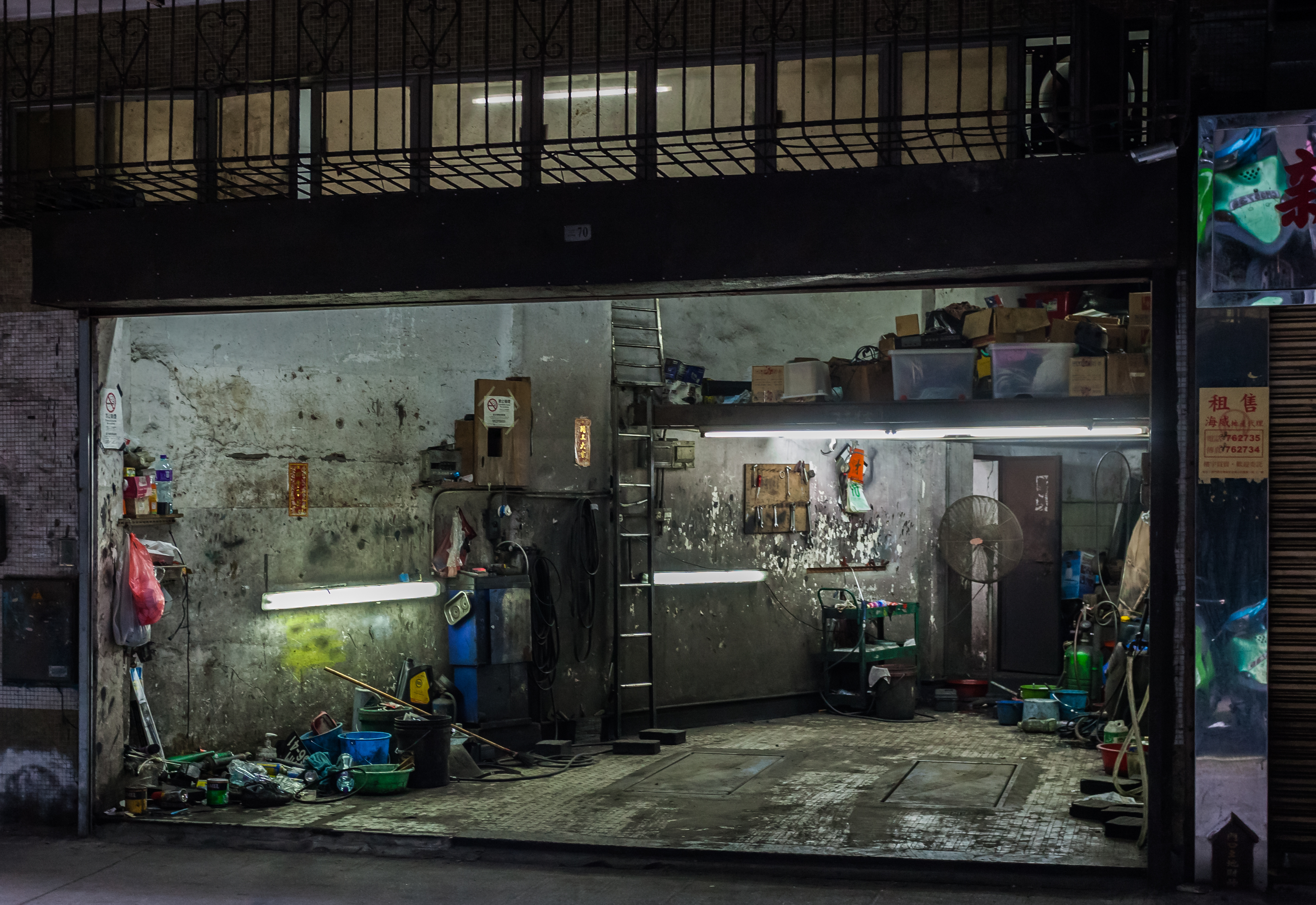
Taller mecánico en Macao.

Un taller mecánico es un establecimiento donde uno o más técnicos especializados (llamados mecánicos) reparan automóviles, motocicletas u otros vehículos.

## Tipos
Existen distintos tipos de talleres mecánico.
- Mecánica General: Se trata de aquellos establecimientos grandes o pequeños que prestan servicios de mantenimiento o reparación de la generalidad de componentes del automóvil. Su variedad de oferta suele ser muy amplia. La oferta de talleres mecánicos se ha ido reduciendo conforme se ha incrementado la electrónica en los automóviles. Hoy son necesarios conocimientos y máquinas especiales para comprobar y solucionar problemas mecánicos en los coches. Este es un fenómeno que aún se incrementará con la electrificación de los automóviles.
- Verificentros: Son aquellos talleres acreditados por organismos estatales para realizar la inspección de emisiones contaminantes en los automóviles.
- Especializados: Aquellos talleres que se dedican a prestar servicios específicos para el mantenimiento, reparación e incluso instalación de componentes nuevos en el vehículo. Ejemplos de estos talleres son: Taller de chapa y pintura, diagnóstico automotriz y talleres de instalación de alarmas y sistemas de sonido. También estos talleres, tienden a concentrarse para ofertar servicios completos de mantenimiento integral del automóvil, ya que los fabricantes utilizan sistemas integrados en sus vehículos y los concesionarios se han hecho mucho más competitivos frente a los talleres tradicionales. Así surgen talleres de coche con servicio rápido,[1] vehículos de sustitución y nuevas técnicas como las Smart Repair para solucionar los habituales golpes y bollos de forma rápida y económica.[2]

## Servicios de un taller mecánico

### Afinación
En la afinación del motor de tu vehículo se reemplazan y limpian piezas desgastadas del motor con el fin de alargar la vida útil del motor. Como servicio adicional, el técnico deberá reportar si hay algún desperfecto adicional a partir de la revisión. 
¿Cómo saber si se necesita una afinación? 
- Pérdida de potencia
- Consumo de combustible anormal
- Humo del escape más oscuro

Es recomendable realizar este servicio cada 10,000 kilómetros o 6 meses, dependiendo del uso del vehículo podría realizarse con una frecuencia diferente.

### Verificentros
Verificentro es el nombre con el que se le conoce popularmente a los centros autorizados para la inspección de emisiones contaminantes de los automóviles en México.
Tales centros son autorizados o acreditados por las secretarías ambientales cada estado de la república mexicana para ejercer esta función de verificación. Un ejemplo de estas secretarias es la SEMADET en Jalisco. Para recibir su acreditación, estos centros de inspección deben de cumplir con múltiples requisitos que van desde las dimensiones del terreno, hasta las instalaciones para contención y tratamiento de residuos, si se presentara la ocasión.
¿Cómo realizar la verificación?
En el estado de Jalisco, se requiere lo siguiente:
1. Tarjeta de Circulación.
2. Automóvil en buen estado (Afinado).
3. Realizar la cita y llevar la unidad al verificentro autorizado.

El proceso de verificación tarda 10 minutos aproximadamente, y su precio ronda los $350.00+IVA en Jalisco.
En la CDMX y área metropolitana el proceso para verificar un vehículo es el siguiente:
1. Revisar el calendario de verificación según el engomado
2. Consultar adeudos y saldarlos.
3. Agendar una cita en el verificentro y llevar la unidad.

### Autoservicio
Hay talleres mecánicos de autoservicio (generalmente denominados autoboxes o bricolaje del automóvil).